# Jag vill dig, Gud, med glädje prisa
Jag vill dig, Gud, med glädje prisa är en tysk psalm diktad 1657 av Angelus Silesius, översatt 1740 av Gustaf Adolf Hiärne (tryckt 1765) och sedan bearbetad 1807 av Christopher Dahl och 1979 av Jan Arvid Hellström. Melodin är från Hamburg skriven 1690 och samma som till Dig skall min själ sitt offer bära.

## Publicerad i
- Den svenska psalmboken 1819 som nr 220 med titelraden "Jag vill dig prisa, Gud, min styrka", under rubriken "Förhållandet till Gud: Kärlek, vördnad, tacksamhet".
- Den svenska psalmboken 1937 som nr 296 med titelraden "Jag vill dig prisa, Gud, min styrka", under rubriken "Tro, förlåtelse, barnaskap".
- Den svenska psalmboken 1986 som nr 242 under rubriken "Förtröstan - trygghet".